# Narasimhavarman I.

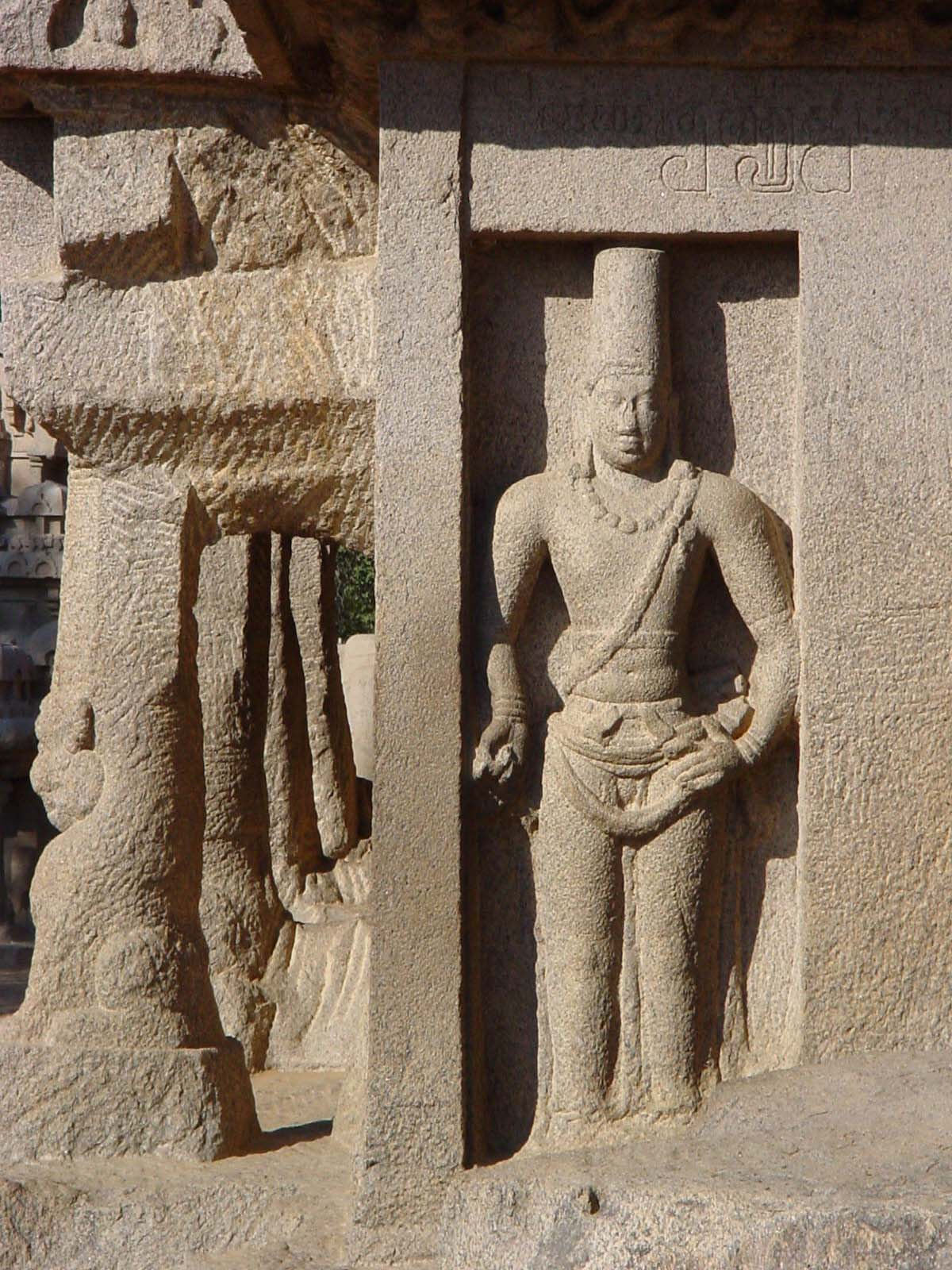
Narasimhavarman I. (gemäß Inschrift am Dharmaraja-Ratha)

Narasimhavarman I. (reg. ca. 630–668) war der Sohn und Nachfolger des Pallava-Herrschers Mahendravarman I. Er gilt als einer der wenigen indischen Herrscher, die niemals eine Schlacht verloren haben. Er wurde auch Mahamalla („großer Ringer“) genannt; die südindische Küstenstadt Mamallapuram ist nach ihm benannt.

## Historischer Hintergrund
Das Pallava-Reich sah sich seit ca. 620 durch Angriffe der Armeen des Chalukya-Königs Pulakesi II. bedroht, der mehrfach erfolglos versucht hatte, die Pallava-Hauptstadt Kanchipuram einzunehmen. Bei einem erneuten Versuch schlug das Pallava-Heer unter der Führung von Narasimhavarman die Chalukyas und verfolgte sie in den Jahren 641/2 bis zu deren ca. 700 km entfernten Hauptstadt Vatapi (heute Badami), wo Pulakeshin getötet wurde. Nach seiner Rückkehr erhielt Narasimhavarman den Beinamen Vatapikondan („Eroberer Vatapis“).
Narasimhavarman half überdies seinem Freund Manavarman bei der Wiederherstellung seiner Machtposition im Norden der Insel Sri Lanka.

## Bauten
Wie bereits sein Vater, so war auch Narasimhavarman ein Stifter von Felsentempeln. Mehrere Bauten in Mamallapuram, darunter die Fünf Rathas, und andernorts lassen sich wahrscheinlich auf ihn zurückführen.

## Nachfolge
Sein Sohn Mahendravarman II. (reg. 668–670) wurde sein Nachfolger; ihm war jedoch nur eine kurze Regierungszeit vergönnt.